# Paul Meier-Benneckenstein
Paul Meier-Benneckenstein (* 21. Mai 1894 in Kröslin; † 20. Januar 1971 in Schleswig) war ein deutscher Pädagoge, Politikwissenschaftler und Herausgeber bedeutender Schriftenreihen im Nationalsozialismus. Von 1933 bis 1940 war er Präsident der Deutschen Hochschule für Politik (DHfP) in Berlin.

## Leben
Paul Meier, der in Benneckenstein als Volksschullehrer tätig war, trat zum 5. September 1927 der NSDAP bei (Mitgliedsnummer 66.967). Bis 1932 betätigte er sich als Gau- und Reichsredner der nationalsozialistischen „Bewegung“ und galt damit als „Alter Kämpfer“; später erhielt er das Goldene Parteiabzeichen der NSDAP. Wegen Agitation für die NSDAP wurde er, nach mehrfacher Verwarnung durch den Erfurter Regierungspräsidenten, im Dezember 1930 auf Beschluss des Erfurter Disziplinargerichts ohne Pensionsansprüche aus dem preußischen Schuldienst entlassen.
Nach der Machtergreifung wurde Meier am 1. April 1933 von Joseph Goebbels als Referent ins Propagandaministerium berufen und stieg zum Regierungsrat auf. Im Mai 1933 übernahm er als Nachfolger von Ernst Jäckh kommissarisch die Leitung der Deutschen Hochschule für Politik (DHfP) in Berlin, im November 1933 wurde er Präsident der Hochschule. Mit seiner Berufung – seitdem nannte er sich Meier-Benneckenstein – ging die Gleichschaltung einher und unter anderem durch vermehrte Schulungsseminare expandierte die Hochschule. 1937 wurde sie unmittelbare Reichsanstalt.
In Verbindung mit Wilhelm Ziegler und Paul Ritterbusch gab Meier-Benneckenstein von 1933 bis 1940 im Carl Heymanns Verlag die Zeitschrift für Politik (ZfP) heraus, die älteste deutschsprachige politikwissenschaftliche Zeitschrift. Ab 1940 erhielt sie den Vermerk: „Herausgegeben vom Deutschen Außenwissenschaftlichen Institut“ (DAWI).
Im Jahre 1940 ging die Hochschule in der neugegründeten Auslandswissenschaftlichen Fakultät der Berliner Universität auf, die bis 1945 in der Schinkelschen Bauakademie untergebracht war. Die Fakultät unterstand nun der Leitung von Franz Six. Für Meier-Benneckenstein, der keinen Hochschulabschluss hatte, fand sich keine weitere Verwendung. Er wurde später zur Wehrmacht eingezogen, kam in Kriegsgefangenschaft und lebte nach Kriegsende in Schleswig-Holstein.

## Zitate
Meier-Benneckenstein beschrieb in seinem Vorwort zu Joseph Goebbels’ Der Faschismus und seine praktischen Ergebnisse. die Programmatik für das Institut:

„[Wir wollen] Verständnis für die Regierung Adolf Hitler vermitteln… Der weiteren Durchdringung des deutschen Volkes mit nationalsozialistischem Gedankengut und der Erziehung im Geiste der Volksgemeinschaft sollen die Schriften der DHfP dienen.“

Ein Rundschreiben, das alle Verwaltungsdienststellen zur Mitarbeit aufrief, verdeutlicht den vielfältigen Zweck der Gau-Reihe:

„Der Parteigenosse, Präsident Paul Meier-Beneckenstein [sic!] gibt im Verlag Junker und Dünnhaupt eine Schriftenreihe unter dem Titel ‚Die deutschen Gaue‘ heraus, in der bereits der größte Teil der deutschen Gaue Bücher veröffentlicht hat. Der Zweck dieser Schriftenreihe ist den Studierenden der Hochschule für Politik eine Übersicht über die deutschen Gaue zu geben und zugleich durch eine Weiterverbreitung der Schriften, allen Volksgenossen eine Begriff von der durch die Partei geleistete Aufbauarbeit zu geben.“

## Werke als Herausgeber
(Außer der Zeitschrift für Politik erschienen alle Reihen im Verlag Junker und Dünnhaupt Berlin.)
- Die deutschen Gaue seit der Machtergreifung:
  - Band München-Oberbayern, 1941 (von Alois Roßmaier).
  - Band Bayerische Ostmark, 1940.
  - Band Schwaben, für 1941 angekündigt (von Heiner Seybold).

- Zeitschrift für Politik, 1933–1945

- Dokumente der deutschen Politik, teilw. hg. mit Franz Six und bearb. von Hans Volz und Axel Friedrichs Ab Band 8 mit dem Zusatz: „Das Reich Adolf Hitlers“. 1942 beginnt eine zweite Reihe mit dem Zusatz: Reihe: Die Zeit des Weltkrieges und der Weimarer Republik 1914–1933. Davon erscheint aber nur noch der Bd. 3 (Novemberumsturz und Versailles 1918–1919) in 2 Teilbänden. - Band 9 mit den Dokumenten für 1941 war 1943 schon im Druck, konnte aber nicht mehr ausgeliefert werden.
  - Band 1: Die nationalsozialistische Revolution 1933, 1935.
  - Band 2: Der Aufbau des deutschen Führerstaates: das Jahr 1934, 1936.
  - Band 3: Deutschlands Weg zur Freiheit 1935, 1937.
  - Band 4: Deutschlands Aufstieg zur Großmacht, 1937.
  - Band 5: Von der Großmacht zur Weltmacht, 1938.
  - Band 6: Großdeutschland 1938. 2 Teile, 1939.
  - Band 7: Das Werden des Reiches 1939. 2 Teile, 1940.
  - Band 8: Der Kampf gegen den Westen 1940. 2 Teile, 1943.

- Schriften der Deutschen Hochschule für Politik. Idee und Gestalt des Nationalsozialismus, ab 1934 (bis Nr. 11/1934 ohne die Angabe der Unterreihe 1. - Hauptsachtitel ab 33.1938: Schriften der Hochschule für Politik / 1. - Spätere Aufl. einzelner Bände, 49/50.1940 und ab 52.1940 u.d.T.: Schriften für Politik und Auslandskunde)

- Das Britische Reich in der Weltpolitik

- Das Dritte Reich im Aufbau. Übersichten und Leistungsberichte:
  - Band 1: Grundfragen der deutschen Politik, 1939.
  - Band 2: Der organisatorische Aufbau, Teil 1 (Tab., graph. Darst., Kt.-Skizze), 1939.
  - Band 3: Der organisatorische Aufbau, Teil 2: Wehrhaftes Volk, 1939.
  - Band 4: Der organisatorische Aufbau, Teil 3: Staat und Verwaltung, 1939.
  - Band 5: Der organisatorische Aufbau, Teil 4: Partei und Staat, 1941.
  - Band 6: Der organisatorische Aufbau, Teil 5: Wirtschaft und Arbeit, 1942.

Die Bände dieser Reihe wurden in der Sowjetischen Besatzungszone auf die Liste der auszusondernden Literatur gesetzt.

## Schriften
verantwortlich für den Inhalt:
- Befreiung des Proletariats – auf zum letzten Gefecht!, München ca. 1932, 1933.

Sonstiges:
- Das Schrifttum des Nationalsozialismus von 1919 bis zum 1. Januar 1934. Mit Geleitworten von Arthur Görlitzer und Paul Meier-Benneckenstein (= Forschungsberichte zur Wissenschaft des Nationalsozialismus, Heft 1) Berlin 1934.

## Sekundärliteratur
- Antonio Missiroli: Die Deutsche Hochschule für Politik, Sankt Augustin 1988.
- Wilhelm Bleek: Geschichte der Politikwissenschaft in Deutschland, München 2001.
- Rainer Eisfeld: Ausgebürgert und doch angebräunt. Deutsche Politikwissenschaft 1920–1945, Baden-Baden 1991.